# Rede de Universidades de Ciências e Tecnologias da África subsariana
A Rede de Universidades de Ciências e Tecnologias da África subsariana (em francês:  Réseau des Universités des Sciences et Technologies des pays d'Afrique au Sud du Sahara ou RUSTA) é uma rede de universidades da África subsariana dispõe de várias instituições membros  :
- Instituto Superior de Tecnologia da Costa do Marfim
- Universidade de Ciências e Tecnologias de Benim
- Universidade de Ciências e Tecnologias da Costa do Marfim
- Universidade de Ciências e Tecnologias de Togo
- Etc.

Desde 2009, o Presidente do conselho de administração do RUSTA é professor Frédéric Dohou.